# البياض (ريف دمشق)
البياض قرية سوريّة تتبع إداريّاً لمحافظة ريف دمشق منطقة دوما ناحية الغزلانية، بلغ تعداد سكانها 1,615 نسمة حسب التعداد السكاني لعام 2004.